# گمینا یلچ-لاسکوویتسه
گمینا یلچ-لاسکوویتسه (به لهستانی:  Gmina Jelcz-Laskowice) یک گمینا در لهستان است که در شهرستان اوواوا واقع شده‌است. گمینا یلچ-لاسکوویتسه ۱۶۸٫۱ کیلومتر مربع مساحت و ۲۱٬۴۶۲ نفر جمعیت دارد.